# Рожерио Оливейра да Силва
Роже́рио Оливе́йра да Си́лва (порт.-браз. Rogério Oliveira da Silva; родился 13 января 1998 года, Нобрис, Бразилия) — бразильский футболист, защитник клуба «Вольфсбург».

## Клубная карьера
Рожерио — воспитанник клубов «Интернасьонал», а также итальянских «Сассуоло» и «Ювентуса». В 2017 году он подписал профессиональный контракт с туринской командой. Летом того же года для получения игровой практики Рожерио на правах аренды перешёл в «Сассуоло». 5 ноября в матче против «Милана» он дебютировал в итальянской Серии A, заменив во втором тайме Маттео Политано.

## Международная карьера
В 2015 году Рожерио принял участие в юношеском чемпионате мира в Чили. На турнире он сыграл в матчах против команд Северной Кореи, Англии, Гвинеи, Новой Зеландии и Нигерии.
В 2017 года Рожерио в составе молодёжной сборной Бразилии принял участие в молодёжном чемпионате Южной Америки в Эквадоре. На турнире он сыграл в матчах против команд Чили, Эквадора, Колумбии и Венесуэлы.

## Статистика
| Выступление      | Выступление      | Выступление      | Лига | Лига | Кубок | Кубок | Итого | Итого |
| Клуб             | Лига             | Сезон            | Игры | Голы | Игры  | Голы  | Игры  | Голы  |
| ---------------- | ---------------- | ---------------- | ---- | ---- | ----- | ----- | ----- | ----- |
| → Сассуоло       | Серия A          | 2017/18          | 13   | 0    | 1     | 0     | 14    | 0     |
| → Сассуоло       | Серия A          | 2018/19          | 33   | 1    | 2     | 0     | 35    | 1     |
| → Сассуоло       | Итого            | Итого            | 46   | 1    | 3     | 0     | 49    | 1     |
| Сассуоло         | Серия A          | 2019/20          | 15   | 1    | 2     | 0     | 17    | 1     |
| Сассуоло         | Серия A          | 2020/21          | 28   | 0    | 1     | 0     | 29    | 0     |
| Сассуоло         | Серия A          | 2021/22          | 23   | 0    | 1     | 0     | 24    | 0     |
| Сассуоло         | Серия A          | 2022/23          | 36   | 0    | 1     | 0     | 37    | 0     |
| Сассуоло         | Итого            | Итого            | 102  | 1    | 5     | 0     | 107   | 1     |
| Всего за карьеру | Всего за карьеру | Всего за карьеру | 148  | 2    | 8     | 0     | 156   | 2     |